# Berberis amurensis
Berberis amurensis är en berberisväxtart som beskrevs av Franz Josef Ivanovich Ruprecht. Berberis amurensis ingår i släktet berberisar, och familjen berberisväxter. Utöver nominatformen finns också underarten B. a. japonica.